# Bruant à gorge noire
Amphispiza bilineata
Genre
Espèce
Statut de conservation UICN

 LC  : Préoccupation mineure
Le Bruant à gorge noire (Amphispiza bilineata) est une espèce de passereau appartenant à la famille des Passerellidae.

## Description morphologique
Cet oiseau de 12 à 14 cm a les parties supérieures de couleur grise, plus sombre sur la tête et plus mate sur les ailes. La queue, noire, présente du blanc sur les bordures, de façon plus importante au niveau des coins gauche et droite. Une fine ligne blanche souligne le dessous de l'œil ; une ligne blanche plus large dessine des sourcils et une moustache. Cet oiseau présente aussi du noir au niveau de la tête : une petite ligne qui surmonte le sourcil blanc et une tache triangulaire qui inclut l'œil. Le bec est gris, plus sombre au niveau de la mandibule supérieure. Le dessous de l'oiseau est blanc, mais une large "bavette" noire occupe la gorge et le haut de la poitrine, parfois jusqu'aux épaules.
Il n'existe pas de dimorphisme sexuel chez cette espèce. Les juvéniles ne possèdent pas de bavette noire et présentent de fines rayures sur la poitrine.

## Comportement

### Alimentation
Cet oiseau adapté à la vie dans le désert se nourrit, en été et au début de l'automne, de graines sèches ; il est alors obligé de boire dans des trous d'eau. Durant les saisons plus humides, il se nourrit de divers végétaux et d'insectes ; il lui est alors inutile de boire.

### Vocalisation
Le chant, au rythme soutenu, débute par deux ou parfois trois phrases mélodieuses rapides, suivies par un trille court et ascendant.

## Répartition et habitat
Cet oiseau vit dans les déserts nord-américains, même les plus chauds et arides. On le trouve généralement dans les zones à Artemisia tridentata ou à cactus.
Son aire de répartition s'étend sur le sud des États-Unis, depuis les États du Nevada et du Wyoming, puis vers le sud, jusqu'au nord du Mexique.

## Systématique
Selon la classification de référence du Congrès ornithologique international (14.2, 2024) il se répartit en neuf sous-espèces :
- Amphispiza bilineata bilineata (Cassin, 1850) — Texas et nord-est du Mexique
- Amphispiza bilineata opuntia Burleigh & Lowery, 1939 — centre-sud du Mexique au nord du Mexique
- Amphispiza bilineata deserticola Ridgway, 1898 — ouest des États-Unis et nord-ouest du Mexique
- Amphispiza bilineata bangsi Grinnell, 1927 — sud de la péninsule de Basse-Californie
- Amphispiza bilineata tortugae Van Rossem, 1930 — Tortuga (île du Mexique)
- Amphispiza bilineata belvederei Banks, 1963 — île Jacques Cousteau
- Amphispiza bilineata pacifica Nelson, 1898 — nord-ouest du Mexique
- Amphispiza bilineata cana Van Rossem, 1930 — Île de San Esteban
- Amphispiza bilineata grisea Nelson, 1900 — centre/nord du Mexique